# 현빈의 작품 목록

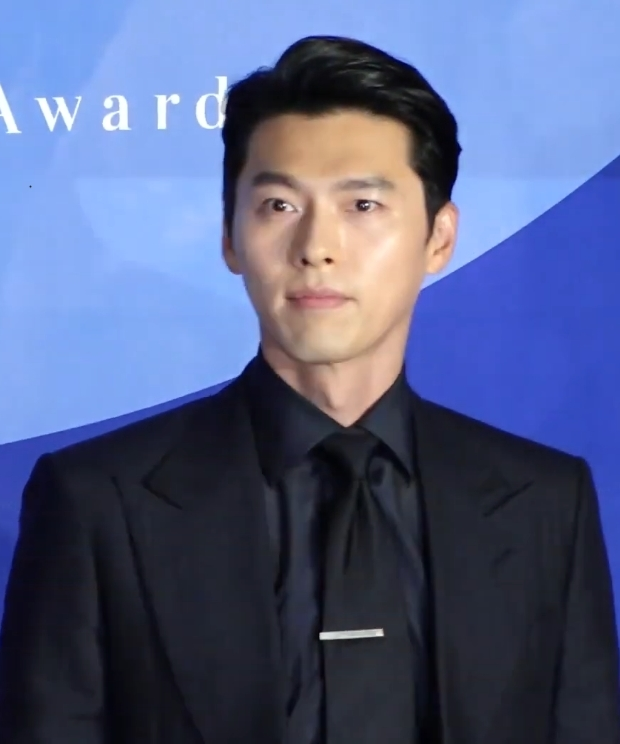

다음은 대한민국의 배우 현빈의 작품 목록이다.

## 필모그래피

### 영화
| 연도 | 제목                      | 역할     | 감독           | 비고           | 일본판 성우진   |
| ---- | ------------------------- | -------- | -------------- | -------------- | --------------- |
| 2002 | 샤워                      | 홍규     | 김진철         | 미완성         |                 |
| 2004 | 돌려차기                  | 이민규   | 남상국         |                |                 |
| 2004 | 키다리 아저씨             | 형준     | 공정식         | 우정출연       | 키리모토 타쿠야 |
| 2006 | 백만장자의 첫사랑         | 강재경   | 김태균         |                | 키리모토 타쿠야 |
| 2009 | 나는 행복합니다           | 조만수   | 윤종찬         |                |                 |
| 2011 | 만추                      | 훈       | 김태용         |                |                 |
| 2011 | 사랑한다, 사랑하지 않는다 | 지석     | 이윤기         |                | 키리모토 타쿠야 |
| 2011 | 아프리카의 눈물           | 내레이션 | 장형원, 한학수 | 다큐멘터리     |                 |
| 2014 | 역린                      | 정조     | 이재규         |                | 키리모토 타쿠야 |
| 2017 | 공조                      | 임철령   | 김성훈         | 작중 메인 남주 | 키리모토 타쿠야 |
| 2017 | 꾼                        | 황지성   | 장창원         |                |                 |
| 2018 | 협상                      | 민태구   | 이종석         | 작중 메인 악남 |                 |
| 2018 | 창궐                      | 이청     | 김성훈         | 작중 메인 남주 | 키리모토 타쿠야 |
| 2022 | 공조 2: 인터내셔날        | 임철령   | 이석훈         | 작중 메인 남주 |                 |
| 2023 | 교섭                      | 박대식   | 임순례         |                |                 |
| 2024 | 하얼빈                    | 안중근   | 우민호         |                |                 |

### 텔레비전 드라마
| 연도          | 방송사 | 제목                 | 역할           | 비고              | 일본판 성우진   |
| ------------- | ------ | -------------------- | -------------- | ----------------- | --------------- |
| 2003          | KBS2   | 보디가드             | 스토커         | 데뷔작, 단역      |                 |
| 2003          | MBC    | 시트콤 《논스톱 4》  | 현빈           | 98화부터 고정출연 |                 |
| 2004          | MBC    | 시트콤 《논스톱 4》  | 현빈           | 98화부터 고정출연 |                 |
| 아일랜드      | MBC    | 강국                 | 16부작         | 키리모토 타쿠야   |                 |
| 2005          | MBC    | 내 이름은 김삼순     | 현진헌         | 키리모토 타쿠야   | 16부작          |
| 2005          | MBC    | 시트콤 《논스톱 5》  | 현빈           | 특별출연          |                 |
| 2006          | KBS2   | 눈의 여왕            | 한태웅(한득구) | 16부작            | 키리모토 타쿠야 |
| 2007          | KBS2   | 눈의 여왕            | 한태웅(한득구) | 16부작            | 키리모토 타쿠야 |
| 2008          | KBS2   | 그들이 사는 세상     | 정지오         | 16부작            |                 |
| 2009          | MBC    | 친구, 우리들의 전설  | 한동수         | 20부작            |                 |
| 2010          | SBS    | 시크릿 가든          | 김주원         | 20부작            | 키리모토 타쿠야 |
| 2011          | SBS    | 시크릿 가든          | 김주원         | 20부작            | 키리모토 타쿠야 |
| 2015          | SBS    | 하이드 지킬, 나      | 구서진 / 로빈  | 20부작            |                 |
| 2018          | tvN    | 알함브라 궁전의 추억 | 유진우         | 16부작            |                 |
| 2019~2020     | tvN    | 알함브라 궁전의 추억 | 유진우         | 16부작            |                 |
| 사랑의 불시착 | tvN    | 리정혁               | 16부작         |                   |                 |

## 방송

### 텔레비전 프로그램
| 연도 | 방송사 | 제목                                       | 역할         | 비고            |
| ---- | ------ | ------------------------------------------ | ------------ | --------------- |
| 2002 | SBS    | 깜짝스토리랜드                             | 김성구(남편) |                 |
| 2004 | KBS2   | 일요일은 101% - 열혈남아                   | 고정 출연    | 29, 30회        |
| 2004 | MBC    | 코미디하우스 - 골룸이 간다                 | 게스트       | 159회           |
| 2004 | MBC    | 일요일 일요일 밤에 - 브레인 서바이버       | 게스트       | 777회           |
| 2004 | MBC    | 코미디하우스 - 노브레인 서바이버           | 게스트       | 171회           |
| 2004 | MBC    | 심심풀이 - 러브서바이벌 두근두근           | 게스트       | 17, 18회        |
| 2005 | MBC    | 다큐스페셜 《대한민국 김삼순》             | 본인         | 270회           |
| 2005 | MBC    | 2005 삼순이 선발대회                       | 본인         | 추석특집        |
| 2010 | MBC    | 창사 49주년 특집 《아프리카의 눈물》       | 내레이션     | 자연 다큐멘터리 |
| 2011 | SBS    | 밤이면 밤마다                              | 목소리 출연  | 10회(전화 연결) |
| 2011 | SBS    | 좋은 아침 - 독점 인터뷰                    |              | 3556회          |
| 2011 | tvN    | 현장 토크쇼 택시                           | 게스트       | 175, 176, 177회 |
| 2012 | MBC    | 스페셜 《지구의 눈물 - 북극에서 남극까지》 | 내레이션     | 자연 다큐멘터리 |

### 라디오 프로그램
| 연도 | 방송사     | 제목                   | 역할      | 비고 |
| ---- | ---------- | ---------------------- | --------- | ---- |
| 2004 | SBS 파워FM | 장근석의 영스트리트    | 고정 출연 |      |
| 2005 | MBC FM4U   | 윤종신의 두시의 데이트 | 게스트    |      |
| 2010 | SBS 파워FM | 공형진의 씨네타운      | 게스트    |      |
| 2011 | SBS 러브FM | 라디오 시크릿 가든     | 김주원 역 |      |

## 음반
| 연도 | 음반명                                                                   | 비고  |
| ---- | ------------------------------------------------------------------------ | ----- |
| 2004 | 《돌려차기 OST “만세고 교가”》                                           | [ 4 ] |
| 2004 | 《논스톱 4 OST 중 “Sky High”, “Happy! Happy birthday”, “우리가 있잖아”》 | [ 5 ] |
| 2005 | SK패션 《카스피코너스 CM송》                                             |       |
| 2009 | 아모레퍼시픽 《아리따움 CM송》 Feat.다이나믹듀오                         |       |
| 2011 | SBS 드라마 《시크릿 가든 Part.5 OST “그 남자”》                          |       |
| 2011 | MBC 드라마 《친구 우리들의 전설 OST “가질수 없는 너” 리메이크》          |       |

## 뮤직 비디오
| 연도 | 가수     | 제목     | 비고 |
| ---- | -------- | -------- | ---- |
| 2003 | 허브     | 내탓이죠 |      |
| 2005 | 김범수   | Memory   |      |
| 2005 | 레몬트리 | Hey U    |      |
| 2018 | 김동률   | 답장     |      |

## 홍보대사
| 연도 | 홍보대사명                                                                        | 비고        |
| ---- | --------------------------------------------------------------------------------- | ----------- |
| 2006 | 제40회 납세자의 날&국세청 개청 40주년 기념 "동수원 세무소" 일일 민원봉사실장 위촉 | [ 6 ]       |
| 2008 | 제42회 납세자의 날 '송파세무서' 일일 명예봉사실장 위촉                            | [ 7 ]       |
| 2009 | 핑크리본 사랑 마라톤 서울대회 홍보대사                                            | [ 8 ] [ 9 ] |
| 2009 | 구스타프 클림트 전시회 홍보대사                                                   |             |
| 2011 | 현대자동차 5G 그랜저(HG) 홍보대사                                                 | [ 10 ]      |
| 2013 | 기아자동차 더 뉴 K5(TF) 광고 모델 겸 홍보대사                                     | [ 11 ]      |
| 2014 | 더 바디샵 동물실험 반대 캠페인 홍보대사                                           |             |
| 2014 | 인천 아시안게임 홍보대사                                                          | [ 12 ]      |
| 2016 | 광주비엔날레 홍보대사                                                             | [ 13 ]      |

## 광고
| 연도              | 기업명                           | 제품명                 | 종류                        | 국가          |
| ----------------- | -------------------------------- | ---------------------- | --------------------------- | ------------- |
| 2003              | 남양유업                         | 마시는 샐러드 여우야   | 음료                        | 한국          |
| 2003              | 해태제과                         | 프랜                   | 스낵                        | 한국          |
| 2003              | (주)드림캐스트                   | 707-1515               | 유무선콘텐츠                | 한국          |
| 2003              | 한국 후지필름                    | 파인픽스               | 카메라                      | 한국          |
| 2003              | 브랜디드라이프스타일코리아       | 행텐                   | 캐쥬얼 의류                 | 한국          |
| 2004              | KFC                              | 레드핫치킨             | 패스트푸드 프랜차이즈       | 한국          |
| 2004              | KTF                              | Na 뉴커플 요금제       | 통신사                      | 한국          |
| 2004              | 리얼컴퍼니                       | 라디오가든             | 캐쥬얼 의류                 | 한국          |
| 2004              | 롯데칠성                         | 솔의 눈                | 음료                        | 한국          |
| 2004              | CJ제일제당                       | 햇반                   | 식품                        | 한국          |
| 2004 ~ 2006       | 신원패션                         | SIEG                   | 남성 정장                   | 한국          |
| 2005              | (주)인터파크                     | 인터파크               | 오픈마켓                    | 한국          |
| 2005              | KT                               | 메가패스               | 인터넷 서비스               | 한국          |
| 2005 ~ 2006       | LG전자                           | 싸이언(CYON)           | 휴대폰                      | 한국          |
| 2005 ~ 2007       | SK네트웍스                       | 카스피코너스           | 캐쥬얼 의류                 | 한국          |
| 2005 ~ 2007       | 코스모코스                       | 꽃을 든 남자           | 화장품                      | 한국          |
| 2006              | 롯데칠성                         | 지리산 생녹차          | 음료                        | 한국          |
| 2006              | 오리온시네마                     | 수퍼액션(SUPER ACTION) | 케이블 영화채널             | 한국          |
| 2006 ~ 2007       | (주)파리크라상                   | 파리바게트             | 베이커리 프랜차이즈         | 한국          |
| 2006 ~ 2008       | LG전자                           | 싸이언(CYON)           | 휴대폰                      | 중국          |
| 2007              | 대유위니아                       | 딤채                   | 김치 냉장고                 | 한국          |
| 2007              | 우리은행                         | 우리V카드              | 신용카드                    | 한국          |
| 2007              | 웅진식품                         | 하늘보리               | 음료                        | 한국          |
| 2007 ~ 2008       | 한누리비즈                       | 누리안                 | 전자사전                    | 한국          |
| 2008              | LG전자                           | 엑스노트(XNOTE)        | 노트PC                      | 한국          |
| 2008 ~ 2009       | (주)더베이직하우스               | 베이직하우스           | 캐쥬얼 의류                 | 한국          |
| 2008 ~ 2009       | (주)아웃백스테이크하우스         | 아웃백 스테이크하우스  | 패밀리 레스토랑 프랜차이즈  | 한국          |
| 2009              | 영화진흥위원회, 영상물보호위원회 | 굿다운로더 캠페인      | 불법다운로드 공익광고       | 한국          |
| 2009              | SH공사                           | 가든파이브             | 패션쇼핑몰                  | 한국          |
| 2009              | 패션그룹형지 (우성I&C)           | 본(BON)                | 남성 정장                   | 한국          |
| 2009 ~ 2010       | 아모레퍼시픽                     | 미쟝센                 | 헤어케어                    | 한국          |
| 2009 ~ 2012       | 아모레퍼시픽                     | 라네즈 옴므            | 화장품                      | 한국          |
| 2010 ~ 2011       | 필립스 코리아                    | 센소터치 3D            | 면도기                      | 한국          |
| 2011              | 광동제약                         | 옥수수수염차           | 음료                        | ,             |
| 2011              | 아모레퍼시픽                     | 아리따움(ARITAUM)      | 화장품 편집샵               | 한국          |
| 2011              | 고려은단                         | 비타플렉스             | 건강식품                    | 한국          |
| 2011, 2013 ~ 2015 | 하이트진로                       | 하이트(HITE)           | 주류                        | 한국          |
| 2011 ~ 2013       | 롯데호텔                         | 롯데면세점             | 면세점                      | , 아시아 전역 |
| 2011, 2013 ~ 2016 | 케이투코리아                     | K2, K2 플라이 워크     | 아웃도어                    | 한국          |
| 2011 , 2013       | 삼성전자                         | 삼성 Smart TV          | TV가전                      | 한국          |
| 2013 ~ 2014       | (주)이스턴 카멜                  | 이스턴 카멜            | 캐쥬얼 의류                 | 중국          |
| 2013 ~ 2014       | 롯데그룹                         | 롯데백화점             | 쇼핑몰                      | , 아시아 전역 |
| 2013 ~ 2014       | 롯데칠성                         | 칸타타                 | 커피                        | 한국          |
| 2013 ~ 2014       | CJ제일제당                       | 프레시안               | 식품                        | 한국          |
| 2013 ~ 2017       | 삼성물산 패션부문                | 로가디스               | 남성 정장                   | 한국          |
| 2014              | (주)비에스케이코퍼레이션         | 더바디샵               | 화장품                      | 한국          |
| 2014 ~ 2015       | 삼성생명                         | 삼성생명               | 보험업체                    | 한국          |
| 2015              | 한국유니클로                     | 유니클로               | 의류                        | 한국          |
| 2015              | (주)불스원                       | 불스원 미러            | 자동차용품                  | 한국          |
| 2015 ~ 2018       | SK매직                           | SK매직 슈퍼 정수기     | 정수기                      | 한국          |
| 2015 ~ 2018       | SK매직                           | SK매직 슈퍼 청정기     | 공기청정기                  | 한국          |
| 2015~ 현재        | 엘앤피코스메틱                   | 메디힐                 | 마스크팩                    | ,아시아       |
| 2016              | CJ푸드빌                         | 투썸플레이스           | 커피&디저트 카페 프랜차이즈 | 한국          |
| 2017~ 2018        | KT                               | KT 기업광고 KT 5G      | 통신사                      | 한국          |
| 2017~ 2018        | KT                               | GIGA지니               | 통신사                      | 한국          |
| 2018              | 렉서스                           | 렉서스 ES 300h         | 자동차                      | 한국          |
| 2018              | TLX                              | TLX PASS               | 솔루션앱                    | 한국          |
| 2019~ 현재        | 피플라이프                       | 보험클리닉             | 보험컨설팅                  |               |
| 2019~ 현재        | 하시스                           | 닥터포헤어             | 헤어제품                    |               |
| 2020~ 현재        | 블랭크코퍼레이션                 | 바디럽                 | 라이프스타일 브랜드         |               |
| 2020~ 현재        | 에이치엘사이언스                 | 새싹보리               | 유기농식품                  |               |
| 2020~ 현재        | SMART                            | SMART                  | 통신사                      | 필리핀        |
| 2020~ 현재        | BENCH                            | BENCH                  | 의류                        | 필리핀        |

## 팬미팅 일정
| 날짜             | 도시     | 국가     | 주제                                                            | 장소                             | 관객 수                                                                         |
| ---------------- | -------- | -------- | --------------------------------------------------------------- | -------------------------------- | ------------------------------------------------------------------------------- |
| 2007년 10월 20일 | 도쿄     | 일본     | 'HYUN-BIN Birthday & Fanclub Open Event'                        | 도쿄국제포럼                     | 1차: 5,000명, 2차 5,000명: 통산 10,000명 (신청자가 쇄도해 하루 두 차례 열렸다.) |
| 2008년 9월 27일  | 서울     | 대한민국 | '2008 현빈 Fan meeting & Birthday party-THE Present... HYUNBIN' | 어린이대공원 내 돔 아트홀        | 통산 2,000명                                                                    |
| 2009년 9월 25일  | 요코하마 | 일본     | 28번째 생일파티를 겸한 팬미팅                                   | 요코하마 파시피코 국립대홀       | 통산 5,000명                                                                    |
| 2010년 4월 29일  | 요코하마 | 일본     | "2010 HYUN-BIN 'Do the motion - Aloha, My barista!'"            | 요코하마 아레나                  | 통산 7,000명                                                                    |
| 2010년 9월 25일  | 서울     | 대한민국 | '2010 HYUN-BIN Fanmeeting & Birthday Party in Seoul'            | 삼성동 코엑스                    | 통산 1,800명                                                                    |
| 2013년 3월 9일   | 타이베이 | 중화민국 | 'Hyun Bin the 1st Asia Fanmeeting tour'                         | 국립 대만대학교 체육관           | 통산 3,000명                                                                    |
| 2013년 4월 11일  | 방콕     | 태국     | 'Hyun Bin the 1st Asia Fanmeeting tour'                         | 방콕 시암 파라곤 5층 로얄 파라곤 | 통산 3,000명                                                                    |
| 2013년 4월 20일  | 홍콩     | 중국     | 'Hyun Bin the 1st Asia Fanmeeting tour'                         | KITEC Star Hall                  | 통산 3,000명                                                                    |
| 2013년 4월 27일  | 싱가포르 | 싱가포르 | 'Hyun Bin the 1st Asia Fanmeeting tour'                         | 맥스 파빌리온                    | 통산 3,000명                                                                    |
| 2013년 5월 4일   | 상하이   | 중국     | 'Hyun Bin the 1st Asia Fanmeeting tour'                         |                                  | 통산 3,000명                                                                    |
| 2013년 5월 4일   | 광저우   | 중국     | 'Hyun Bin the 1st Asia Fanmeeting tour'                         |                                  | 통산 3,000명                                                                    |
| 2013년 9월 14일  | 서울     | 대한민국 | '2013 HYUN-BIN BIRTHDAY PARTY IN SEOUL'                         | 서울 세종대 대양홀               | 통산 2,000명                                                                    |
| 2014년 2월 15일  | 요코하마 | 일본     | '현빈 재팬 프리미엄 이벤트 2014 재회'                           | 퍼시피코 요코하마 국립대홀       | 통산 5,000명                                                                    |
| 2015년 12월 12일 | 서울     | 대한민국 | '2015 HIS'TORY'                                                 | 상명대학교 아트센터 계당홀       |                                                                                 |
| 2019년 4월 13일  | 서울     | 대한민국 | LOG INTO THE SPACE -2019 HYUN BIN FAN MEETING TOUR-             | 서울 세종대 대양홀               |                                                                                 |
| 2019년 4월 20일  | 타이베이 | 중화민국 | LOG INTO THE SPACE -2019 HYUN BIN FAN MEETING TOUR-             | 국립 대만대학교 체육관           |                                                                                 |
| 2019년 5월 11일  | 홍콩     | 홍콩     | LOG INTO THE SPACE -2019 HYUN BIN FAN MEETING TOUR-             | KITEC STAR HALL                  |                                                                                 |

## 작품에 임하며
영화 돌려차기(2004년 7월 23일)
| “ | '민규'라는 배역을 소화하기 위해 태권도에 한 번 미쳐봐야겠다고 생각했다. 배우들 없을 때 나 혼자 체육관 가서 연습했었다. 다른 사람들은 운동 경험이 있어서 다들 빨리 배우는데, 나는 격투기 종목을 한 번도 해본 적이 없어서 도저히 안되겠더라. 또한 감독님이 일단 촬영 시작하면 별 말씀을 안 하셨다. 자유롭게 동작을 할 수 있었던 게 더 좋았다. | ” |
|   | — 영화시사회 후 인터뷰 중 |   |

드라마 아일랜드(2004년 9월 1일 ~ 2004년 10월 21일)
| “ | 그나마 다행인 게 맨땅에 헤딩했기 때문이다. 부담이 없었다는 말이다. 그 대사에, 그 극적 구성에 내가 부담까지 갖고 있었다면, 아휴~ 감독님이 부담감을 털어버리게 했다. 감독님 연기 보고 따라했다. 그리고 전문가 못지 않은 시청자 반응을 가슴에 새겨 조금씩 조금씩 연기에 반영했다. 강국을 보내면서 시원섭섭하지만 아쉬움보다는 얻은 게 많다. 연기적인 부분이나 드라마 제작 시스템을 알게 된 것, 그리고 무엇보다도 팬들이 많은 사랑을 보내줬다. 인생의 목표는 내 이름 앞에 '배우'라는 타이틀이 붙는 것이다. 난 연기만 생각하면 된다. 멜로든 뭐든, 늘 준비를 해야 한다는 걸 안다. 준비가 안돼 있으면 하라는 것도 제대로 못하기 때문이다. | ” |
|   | — 연합뉴스 인터뷰 중 |   |

드라마 내 이름은 김삼순(2005년 6월 1일 ~ 2005년 7월 21일)
| “ | '아일랜드'에서 강국을 연기한 후 다음 작품에서는 어떤 모습을 보여줘야 할지 부담감을 갖고 있었는데 '내 이름은 김삼순'을 마친 지금은 부담이 더 커진 것 같다. 이제는 사람들이 강국 이미지가 아닌 현진헌, 삼식이로 봐주니 좋기는 하지만 다음 작품을 하기 전까지는 또 부담감 속에서 살아야 하지 않을까 걱정이다. 안 해본 역할은 다 해보고 싶다. 영화 '돌려차기'에서는 태권소년, '아일랜드'에서는 보디가드, '내 이름은 김삼순'에서는 레스토랑 사장으로 각각 출연했는데 다음에 또 다시 레스토랑 사장 역을 맡더라도 현진헌과는 다른 모습으로 보여주고 싶다. 영화 '프리미얼 피어'에서 에드워드 노튼이 연기한 이중인격자는 정말 매력적이었는데 섣불리 도전하고 싶지 않은 캐릭터다. 하지만 나이를 더 먹어 경력이 쌓이면 꼭 한번 연기하고 싶다. | ” |
|   | — 머니투데이 인터뷰 중 |   |

영화 백만장자의 첫사랑(2006년 2월 9일)
| “ | 지금까지 연기했던 인물들 모두 내 안에 있는 것들을 끌어내고 깎아내서 만든 캐릭터다. 이제부터는 내 안에 있는 것들을 잊어버리고 완전히 새로운 인물을 창조하고 싶은 마음도 있다. 급하게 변하고 싶지는 않다. 갑자기 전혀 다른 역할로 뛰어넘는 게 아니라, 스스로 연습하고 준비가 되기를 기다리면서 변하고 싶다. 물론 사람은 변한다. 나도 변한다. 하지만 느리게, 느리게, 조금 느리게 가고 싶다. | ” |
|   | — 씨네21 인터뷰 중 |   |

드라마 눈의 여왕(2006년 11월 13일 ~ 2007년 1월 8일)
| “ | 처음 시놉시스와 대본을 보고 내가 많은 것을 가지지 않았는데 이번 작품에서 이를 들킬 수도 있겠다는 생각을 했다. 동시에 만약 잘되면 많은 것을 얻을 수도 있겠다는 생각에 머리가 복잡하고 욕심도 생겼다. 이 작품은 내게는 숙제 같은 작품이다. 못 이뤄냈을 때는 내가 가진 그릇이 이 정도밖에 안된다는 것에 잠깐 후회하겠지만 더 열심히 하게 될 것이다. 잘 봐준다면 연기에 대한 용기가 생기고 또 다른 캐릭터도 시도할 수 있는 기회로 삼겠다. | ” |
|   | — 드라마 방영하기 전에 가졌던 현장공개와 기자간담회 인터뷰 중 |   |

영화 나는 행복합니다(2009년 11월 26일)
| “ | 정신병에 관련된 영화나 책을 많이 접했으며, 촬영 들어가기 전날에는 정신병원을 찾아가 환자분들을 만났고 그분들을 통해서 느꼈던 부분을 연기를 통해 시도했다. 갑자기 캐릭터를 바꾸고 싶어서 이 영화를 택한 것은 아니다. 시나리오가 너무 좋아서 한번쯤은 시도를 해보고 싶었고 최선을 다했다고 생각한다. 관객들에게 좋지 않은 평가를 받아도 아직은 젊기 때문에 괜찮다. 촬영 들어가서 끝나는 순간까지 평생 못 잊을 것 같다. 지방 촬영을 하는 동안 제목처럼 ‘나는 행복할까’라는 생각을 많이 했다. 그 답은 아직 못 찾았지만 이 작품을 통해서 이런 고민을 하게 되는 것 같다. | ” |
|   | — 부산국제영화제 폐막작 언론시사회 후 기자회견 중 |   |

드라마 그들이 사는 세상(2008년 10월 27일 ~ 2008년 12월 16일)
| “ | 지오 캐릭터에 다가갈 때는 연기를 하는 것보다는 최대한 내 주변 사람들의 모습을 보여주려고 했다. 가장 현실적인 남자, 내 옆에 있는 것 같은 사람. 그래서 지오의 직업이나 나이보다 지오를 가장 실제 사람에 가깝게 보여주는 게 중요하다고 생각했고, 캐릭터를 입체적으로 보여주려고 했다. 지오가 국장님이나 부장님을, 윤영 선배하고 작가님을, 준영이나 수경이를 만날 때 같은 상황에서 지오의 모습을 다 각자 찢어 놨다. 그래서 지오가 부모님을 만나는 설정이면 내가 부모님들한테 어리광부리는 걸 실제로 보여주기도 했고. 어떤 사람들은 너무 많은 걸 보여주는 것 아니냐고도 했지만, 나는 단면적인 사람은 없다고 생각한다. | ” |

| “ | 얻고 싶어서 얻어지는 건 아닌 것 같다. 그냥 이 작품도 해보고 싶고, 저 작품도 해보고 싶은 욕심은 있다. 단순히 따지면 캐릭터일 수도 있다. 삼식이 캐릭터를 하고 나서, 그와 비슷한 분위기의 드라마를 다시 하고 싶지는 않은 거다. 상황이나 스타일이 비슷한 작품보다는 그래도 이것보다는 조금 다른 거, 대신 많이 변하지 않는 걸 하고 싶다. 다만 나이 들어 그 전에 했던 캐릭터를 다시 해보면 그건 그대로의 재미가 또 있을 거란 생각은 든다. 표현방식이나 뉘앙스가 다 달라질 테니까. MBC <아일랜드>의 경호원 역할은 40살쯤 돼서 다시 해보고 싶다. | ” |
|   | — 텐아시아 인터뷰 중 |   |

드라마 친구, 우리들의 전설(2009년 6월 27일 ~ 2009년 8월 30일)
| “ | 드라마들은 방송과 동시에 바삐 찍으면서 만들기 때문에 중간중간 고치고 싶은 부분이 있으면 바로 반영이 되는데 이번에는 그러지 못해 아쉬운 부분이 눈에 많이 들어왔다. 사전제작이라 시간을 충분히 갖고 촬영하는 장점이 있었지만 그럼에도 연기에 대한 아쉬움은 늘 크고, 돌아서면 내 연기에 대해 후회하게 되는 것 같다. 시청률이 낮다는 것이 드라마의 완성도를 평가하는 기준은 아닌 것 같다. 시청률의 행복은 '내 이름은 김삼순'으로 겪어봤다. 그 '효과'가 얼마 가지 않는다는 것도 이미 느꼈기 때문에 시청률에는 별로 연연하지 않는다. 난 다 성공하리라 생각하고 선택한 작품이다. 그런데 결과가 안 좋았을 뿐이다. 대중과의 소통은 늘 생각하는 것이다. | ” |
|   | — 연합뉴스 인터뷰 중 |   |

드라마 시크릿 가든(2010년 11월 13일 ~ 2011년 1월 16일)
| “ | (입대전 마지막 작품이니 만큼 각오가 남다를 것 같다는 질문에) 남다른 각오라기보다는, 나도 모르게 더 열심히 하게 되는 것은 있는 것 같다. 약간 떨어져 있을 생각을 하다보니 조금 더 열심히 하고 싶은 마음이 드는 것은 사실이다. 이번 작품에서 캐릭터는 한명이지만 연기해야 하는 것은 두 캐릭터라는 생각이 들어서 더 열심히 하게 되는 것 같기도 하다. 그런데 참 열심히 해야죠. | ” |

| “ | (연기가 부쩍는 것 같다는 말에) 나는 잘 모르겠지만 조금씩 배워간다는 생각을 한다. 조금씩, 하나씩 표현이 되고 있는 것 아닌가 싶다. '만추'를 찍으면서 다른 시스템을 접한 것도 굉장히 도움이 됐다. 당장은 어떤 게 발전이 되고 늘었는지는 모르지만 다음, 다다음에 지금 배운게 하나둘씩 나올 것 같다. 표현할 수 있는 가지수가 늘어난 것 같고 짧은 시간에 생각할 수 있는 여유가 생긴 것 같다. | ” |
|   | — 드라마 제작발표회 인터뷰 중 |   |

영화 만추(2011년 2월 17일)
| “ | 처음 시나리오를 받았을 때 책이 굉장히 얇았고, 지문 등이 정확하게 써 있지 않았다. 물음표 같은 시나리오였고, 여백이 많았다. 그래서 영화를 하면서 캐릭터를 만들어갈 수 있을 것만 같았다. 훈은 자신의 모든 것을 드러내놓지 않는 인물이다. 모자라지도, 넘치지도 않게 표현하는 게 힘들었다. 눈빛이나 표정, 언어나 문화 차이를 극복할 수 있는 것들을 고민했다. 눈으로 얘기할 수 있는 것들은 최대한 눈으로 해야겠다고 생각했다. 우리 말로도 100% 감정 전달이 어려운데 영어로 표현한다는 게 가장 큰 걸림돌이고 숙제였다. 별다른 방법이 없었다. 그냥 죽자사자 영어 공부에 매진했다. 또 미국에 온 지 얼마 안된 한국 사람에게 맞는 영어 수준이 어느 정도인지를 계속 고민했다. | ” |
|   | — 노컷뉴스 인터뷰 중 |   |

영화 사랑한다, 사랑하지 않는다(2011년 3월 3일)
| “ | 감정이 많이 표현되는 연기나 감추고 있는 연기나 힘든 건 똑같은 것 같다. 내면에 감정을 감춘 연기 또한 자제된 표현 안에서 표현을 해내야 하는 것 같다. 연기를 하면서 답답함을 느끼기도 했지만 잘 해냈을 경우 감정 폭이 큰 연기보다 배우로서 더 큰 행복감을 느낄 수 있을 것이라 생각했다. 그래서 더 철저히 준비해야 했고 감정상태도 최대한 유지해야 했다. 그런 면에서 방법을 찾아가는 재미가 있었던 영화였다. | ” |
|   | — 제61회 베를린영화제 공식 기자회견 중 |   |

영화 역린(2014년 4월 30일)
| “ | 기존에 나왔던 정조 관련 드라마나 영화를 본 게 없었다. 비교 대상이 없어서 정조를 만들어 가는데 편안히 집중할 수 있었다. 일단 서적을 많이 봤다. 마침 규장각 의궤에 관한 다큐멘터리를 방송하기에 챙겨 봤는데 워낙 절제력이 강하셨던 분이라고 하더라. 절제라는 건 사실 연기할 때 힘들다. 80을 감추고 20을 표현했을 때, 관객에게 20으로 보일지 아예 아무것도 하지 않는 걸로 보일지 알 수 없다. 배우야 감춘 80까지도 알아채 주길 바라지만. 그래도 ‘절제’를 중심으로 대사 처리법 등을 만들어 나갔다. 본의 아니게 제약된 부분도 있다. 수염이나 상투는 하관의 표정이나 이마 쪽에 지어지는 주름 등을 가린다. 화면상에 보이게 될 부분을 활용하려 애쓰며 연기했다. | ” |

| “ | 누구나 바라는 군주의 모습이 ‘역린’ 속 정조가 아닐까 한다. 주변 사람 하나하나, 국민 하나하나를 살피는 사람이자 왕이다. 영화의 주제의식이 응집돼 있다고 할 수 있는 ‘중용’의 말, ‘정성을 다해 하나하나 해 나가면 세상은 바뀐다’는 것은 비단 정치뿐 아니라 모든 상황에 적응되는 것 같다. 쉬운 말 같지만 어려운 말이고, 시국이랑 맞물려 있다. 나도 힘들고 스트레스받을 때 (중용의 가르침을) 생각하면 그 순간에는 힘이 생긴다. 영화를 보고 안 보고를 떠나 이 문구는 많은 사람들이 알았으면 하는 이유이기도 하다. | ” |
|   | — 아주경제 인터뷰 중 |   |

드라마 하이드 지킬, 나(2015년 1월 21일 ~ 2015년 3월 26일)
| “ | 서진과 주원을 비교해서 비슷한 인물이라고 생각할 것 같은데, 재벌2세고 많은 것들을 가지고 있고 누리고 있다는 설정만 비슷하지 전혀 다른 인물이다. 주원이 같은 경우는 가지고 있고 누릴 수 있는 모든 것들을 알면서 행동하는 인물이라면, 서진은 자기가 살기 위해서 타인에게 벽을 쌓고 혼자만의 삶을 살아가는 인물이다. 어쩌면 가장 많은 것을 갖고 있으면서 가장 외롭게 살아가는 인물이다. 정반대의 인물인 서진과 로빈을 표현하기 위해 많은 생각을 했다. 어떤 말투와 표정과 외적인 모습에 변화를 가져야 될지를 많이 고민했다. | ” |
|   | — KNTV 인터뷰 중 |   |

## 같이 보기
- 현빈의 수상 및 후보 목록